# Black (álbum de Lita Ford)
Black es el sexto álbum de estudio de Lita Ford. El disco marcó un gran cambio musical comparado a sus producciones anteriores. Black presenta un sonido más orientado al blues y al grunge, aunque manteniendo las raíces de heavy metal y rock que caracterizan el sonido de Ford. Habría una brecha de 14 años entre Black y su siguiente producción: Wicked Wonderland.

## Lista de canciones
Todas fueron escritas por Michael Dan Ehmig y Lita Ford, excepto donde se indique.
1. "Black" – 5:07
2. "Fall" (Rodger Carter, Larry 'Bones' Dennison, Ford, Debby Holiday) – 5:18
3. "Loverman" – 5:55
4. "Killin' Kind" (Ehmig, Ford, Taylor Rhodes) – 4:29
5. "Hammerhead" – 4:37
6. "Boilin' Point" – 3:51
7. "Where Will I Find My Heart Tonight" – 4:17
8. "War of the Angels" – 4:46
9. "Joe" (Carter, Dennison, Ford, Holiday) – 5:40
10. "White Lightnin'" – 3:58
11. "Smokin' Toads" (Ford) – 4:13
12. "Spider Monkeys" – 6:51

## Personal
- Lita Ford - voz, guitarra
- Larry Dennison - bajo
- Rodger Carter - batería
- Steve Reid - percusión